# 任天堂DS Lite
任天堂DS Lite（英語：Nintendo DS lite，中国大陆行货为iQue DS Lite）是由任天堂所開發、販售的攜帶型遊戲機。位於任天堂DS的上級機種位置。簡稱NDSL。

## 概要
在基本性能上和原版任天堂DS維持一致，也向下支援Game Boy Advance系列的卡帶。但為了提高攜帶方便性而更加輕量化，整體尺寸比原版任天堂DS較小，並且更新了外觀設計。發售時是以「任天堂DS的上級機種」的名義，和從來的DS並行販售。本機型延續了原版DS的火爆，在各國經常處於銷售一空的狀態。
日本於2006年3月2日、澳洲於6月1日、美國於6月11日、歐洲於6月23日、中國大陸是以iQue DS Lite的名稱於6月29日、韓國於2007年1月18日發售。
售价方面，日本地區的建議售價為16800日圓（含稅）。中國大陸版“iQue DS Lite”(iDSL)建議售價1198元人民幣，台灣版建議售價為4800新台幣。北美地區版本建議售價為129.99美元。

## 規格、變更後差異

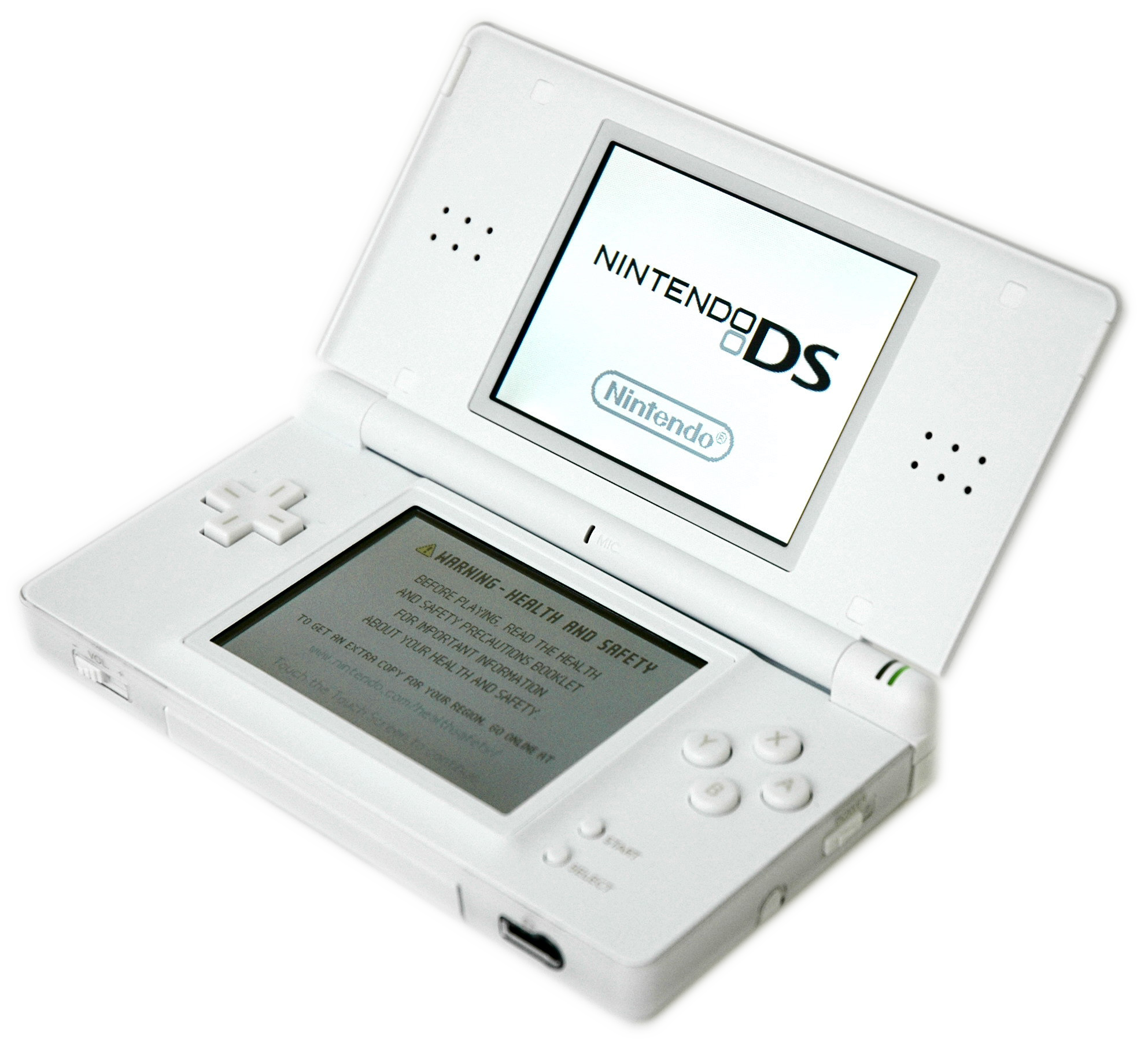
任天堂DS Lite 水晶白

以下是任天堂DS Lite和原版任天堂DS所不同的地方：
畫面
3英吋（對角）全透型附背光裝置TFT彩色液晶顯示器  2個、可4階段亮度調整
由半透過反射型彩色TFT液晶變更為行動電話等主流的全透型彩色TFT液晶。另外，擁有4段階的亮度調整機能，比起從來機種畫面的亮度能夠更加明亮。以更加鮮明的畫面進行遊戲。但是，依增加明亮的程度，電池持續使用時間會減少。解析度、顯色能力、畫面尺寸與DS相同。
操作
十字鈕+6鈕（A/B/X/Y/L/R）+START/SELECT鈕+觸控面板+麥克風、內藏麥克風（聲音輸入用）
操作裝置的種類、數量未變。配置改變、START/SELECT鈕的位置移到A/B/X/Y鈕的下端，麥克風以及電源顯示燈、充電顯示燈移動到合頁的部分。
電源
內附充電式鋰電池（3.7V*1000mAh）、付AC/DC變壓器（輸出5.2V*450mA，不可使用Game Boy Advance SP、任天堂DS的AC變壓器）、搭載電源管理機能（限使用DS專用軟體時）
與從來的DS相比充電時間減少，最長電池持續時間增加。
尺寸
縱長73.9mm×橫133.0mm×厚度21.5mm
與從來機種相比各10.8mm、15.7mm、7.4mm小型化。
重量
約218g
比起從來的DS約57g輕量化。
觸控筆
與從來機種相比增長1cm，直徑也增加1mm。與主機體的插入口改為右側。
GBA卡匣插槽
與任天堂DS相比插槽部變淺，一般的GBA軟體插入後約1cm些微露出。附專用保護蓋，以防止灰塵侵入。
喇叭
音質稍微改變。另外，依個別也有音量變小的機體。電源開·關時的開關音（波、噗滋這樣的聲音）大幅減少。

## 主機顏色
任天堂DS Lite有多種主機顏色可供選擇，分別是：
- 水晶白（クリスタルホワイト，Crystal White †/Polar White ‡）
  - 日本：2006年3月2日發售
  - 北美：2006年6月11日發售
  - 台湾：2006年6月22日發售
  - 欧洲：2006年6月23日發售
  - 中國大陸：2006年6月29日發售
- 冰藍（アイスブルー，Ice Blue）
  - 日本：2006年3月11日發售
  - 台湾：2006年6月22日發售
  - 韩国：2006年7月20日发售
- 琺瑯深藍（エナメルネイビー，Enamel Navy）
  - 日本：2006年3月11日發售
  - 台湾：2006年6月22日發售
  - 中國大陸：2006年6月29日發售（珐琅青）
- 貴族粉紅（ノーブルピンク，Noble Pink）
  - 日本：2006年7月20日發售
  - 台灣：2006年9月22日發售
  - 北美：2006年10月發售
  - 中國大陸：2006年10月31日發售（珠光红）[2]
- 黑玉黑（ジェットブラック，Jet Black †/Onyx ‡）：
  - 歐洲：2006年6月23日發售
  - 日本：2006年9月2日發售
  - 台灣：2006年9月22日發售
  - 北美：2006年10月發售
  - 中國大陸：2007年5月20日發售（玛瑙黑）
- 金屬玫瑰（Metallic Rose）：日本於2007年6月23日發售。
- 光澤銀（Gloss Silver）：
  - 日本：2007年6月23日發售。
  - 中国大陆：2007年10月发售（铂金色）
- 緋紅/黑（Crimson/Black）：以雙色設計。
  - 北美於2007年8月20日發售
  - 日本於2007年10月4日發售
- 深藍/黑（Cobalt Blue/Black）：北美於2008年2月10日發售，以雙色設計。
- 香檳金（Champagne Gold）：與薩爾達限定版主机同色
  - 臺灣、香港限定：正式發售日不明（2011年春季发售）[3]
- 熱情紅（Passion Red）：與瑪利歐限定版主机同色
  - 臺灣、香港限定:正式發售日不明（2011年春季发售）[3]

注：
- †为亚洲地区所使用的英文名称；‡为欧美地区所使用的英文名称。

### 限定版
- 《薩爾達傳說 夢幻沙漏》限定版
  - 北美：2007年11月23日
- 中國龍限定版：以紅黑雙色設計，機面印有中國龍圖案。
  - 中国大陆：2008年1月26日
- 帝牙盧卡&帕路奇亞限定版:機面印有該2隻寶可夢圖案。
  - 日本:隨精靈寶可夢 鑽石&珍珠動畫以抽獎型式送出。

## 本機缺點
- 其因本機的重量減輕，所以令本機的轉軸較易斷裂。

## 銷售情况
| 日期           | 日本  | 北美  | 其他  | 總計  |
| -------------- | ----- | ----- | ----- | ----- |
| 2006年3月31日  | 0.58  | 0     | 0     | 0.58  |
| 2006年6月30日  | 2.72  | 0.68  | 0.76  | 4.15  |
| 2006年9月30日  | 4.97  | 2.23  | 1.86  | 9.06  |
| 2006年12月31日 | 7.89  | 4.84  | 4.60  | 17.33 |
| 2007年3月31日  | 9.48  | 6.41  | 5.96  | 21.85 |
| 2007年6月30日  | 11.56 | 8.81  | 8.32  | 28.69 |
| 2007年12月31日 | 15.12 | 14.85 | 16.00 | 45.97 |
| 2008年3月31日  | 15.84 | 17.06 | 18.88 | 51.78 |
| 2008年6月30日  | 16.42 | 19.78 | 22.53 | 58.72 |
| 2008年9月30日  | 17.16 | 22.30 | 26.05 | 65.51 |
| 2008年12月31日 | 17.46 | 26.60 | 31.67 | 75.74 |
| 2009年3月31日  | 17.63 | 28.80 | 33.51 | 79.94 |
| 2009年6月30日  | 17.71 | 29.76 | 34.79 | 82.26 |
| 2009年9月30日  | 17.84 | 30.75 | 35.90 | 84.49 |
| 2009年12月31日 | 18.01 | 33.51 | 37.67 | 89.19 |
| 2011年6月30日  | 18.2  | 36.15 | 39.07 | 93.42 |

## 外部連結
- 任天堂DS lite （页面存档备份，存于）（日語）
- iQue DS lite（简体中文）
- 任天堂DS lite （页面存档备份，存于）（繁體中文）
- 任天堂DS lite （页面存档备份，存于）（繁體中文）